# Liste der Baudenkmäler in Langensendelbach
Auf dieser Seite sind die Baudenkmäler in der oberfränkischen Gemeinde Langensendelbach zusammengestellt. Diese Tabelle ist eine Teilliste der Liste der Baudenkmäler in Bayern. Grundlage ist die Bayerische Denkmalliste, die auf Basis des Bayerischen Denkmalschutzgesetzes vom 1. Oktober 1973 erstmals erstellt wurde und seither durch das Bayerische Landesamt für Denkmalpflege geführt wird. Die folgenden Angaben ersetzen nicht die rechtsverbindliche Auskunft der Denkmalschutzbehörde.

## Baudenkmäler nach Gemeindeteilen

### Langensendelbach
| Lage                                                                     | Objekt                                     | Beschreibung | Akten-Nr.     | Bild           |
| ------------------------------------------------------------------------ | ------------------------------------------ | --- | ------------- | -------------- |
| Baiersdorfer Straße / Am Sportplatz (Standort)                           | Säulenbildstockfragment                    | Sandstein, bezeichnet „1726“, Ruhstein | D-4-74-146-23 | weitere Bilder |
| Berggarten (Standort)                                                    | Feldhüterhäuschen                          | eingeschossiger Sandsteinquaderbau mit Satteldach, steinernen Giebeln und verzahnten Ecken, 2. Hälfte 19. Jahrhundert | D-4-74-146-25 | BW             |
| Hauptstraße (Standort)                                                   | Hierzu erdgeschossiges Stallgebäude        | Fachwerkbau mit Schopfwalm und Klebdächern, 18. Jahrhundert | D-4-74-146-1  | BW             |
| Hauptstraße/Nürnberger Straße (Standort)                                 | Wegkreuz                                   | Gefasster Holzkorpus auf erneuertem Kreuz, wohl erste Hälfte 19. Jahrhundert | D-4-74-146-3  | BW             |
| Hauptstraße 6 (Standort)                                                 | Bauernhaus                                 | Giebelständiger erdgeschossiger Sandsteinquaderbau, Satteldach mit Fachwerkgiebel, geohrtes Haustürgewände, 18. Jahrhundert | D-4-74-146-2  | BW             |
| Igelsdorfer Weg 1 (Standort)                                             | Wegkreuz                                   | Gefasster Holzkorpus auf erneuertem Kreuz, ehemals bezeichnet „1845“ | D-4-74-146-4  | BW             |
| Kirchweg 6 (Standort)                                                    | Pfarrhaus                                  | Zweigeschossiger massiver Walmdachbau, verputzt, 1711 | D-4-74-146-5  | BW             |
| Kirchweg 6 a (Standort)                                                  | Katholische Pfarrkirche St. Peter und Paul | Zweischiffiges Langhaus mit halbrund geschlossenem Chor, Massivbau mit Satteldach, Chor mit Mansardwalmdach, in barockisierendem Jugendstil 1913 bis 1915 von Michael Kurz, unter Beibehaltung des ehemaligen Chorturms (im Kern 1433, erneuert 1753) als Ostabschluss des Seitenschiffs an der Südseite, Sandsteinquaderbau mit Zwiebelhaube; mit Ausstattung; am Turm neugotischer Ölbergkapelle, bezeichnet „1890“; Kirchhofeinfriedung aus Sandsteinquadermauerwerk, bezeichnet „1880“; neugotische Kreuzigungsgruppe bezeichnet „1879“; südlich der Kirche: drei Grabdenkmäler, zwei bezeichnet „1786“ und „1790“; Kriegerdenkmäler für die Gefallenen des Ersten Weltkriegs und des Zweiten Weltkriegs | D-4-74-146-6  | weitere Bilder |
| Kirchweg 6 a (Standort)                                                  | Statue des heiligen Johann Nepomuk         | Sandstein, barock, bezeichnet „1740“; bei der Kirche | D-4-74-146-7  | BW             |
| Kr FO 26 (Standort)                                                      | Marter                                     | Sandsteinpfeiler, bezeichnet „1625“; mit Ruhstein | D-4-74-146-10 | weitere Bilder |
| Nürnberger Straße (Standort)                                             | Marienkapelle                              | Sandsteinquaderbau mit Walmdach, bezeichnet „1715“; mit Ausstattung | D-4-74-146-8  | BW             |
| Nürnberger Straße/Hauptstraße (Standort)                                 | Marter                                     | Sandsteinsäule, erste Hälfte 18. Jahrhundert | D-4-74-146-9  | BW             |
| Rinisäcker (Standort)                                                    | Marter                                     | Sandstein, erste Hälfte 18. Jahrhundert | D-4-74-146-11 | BW             |
| Waldstraße 1 (Standort)                                                  | Hochkreuz                                  | Lateinisches Kreuz mit Korpus, über Inschriftsockel, Sandstein, neugotisch, 19. Jahrhundert | D-4-74-146-15 | BW             |
| Weiherwiesen, an der Straße nach Baiersdorf nahe Igelsbach (Standort)    | Steinkreuz                                 | Sandstein, 16./17. Jahrhundert | D-4-74-146-16 | weitere Bilder |
| Schwarzholz, 1 km nordwestlich von Honings nahe einem Waldweg (Standort) | Kreuzstein, sogenannter Frauenstein        | Sandstein, bezeichnet mit "1749" | D-4-74-137-45 | BW             |

### Bräuningshof
| Lage                           | Objekt      | Beschreibung                                                                       | Akten-Nr.     | Bild |
| ------------------------------ | ----------- | ---------------------------------------------------------------------------------- | ------------- | ---- |
| Bubenreuther Straße (Standort) | Laufbrunnen | Brunnensäule und rechteckiger Trog, Gusseisen, historistisch, Ende 19. Jahrhundert | D-4-74-146-12 | BW   |
| Dorfbrunnenstraße 1 (Standort) | Laufbrunnen | Brunnensäule und rechteckiger Trog, Gusseisen, historistisch, Ende 19. Jahrhundert | D-4-74-146-13 | BW   |